# Antonio Comyn Crooke
Antonio Comyn Crooke (Madrid, 4 de març de 1858 - 25 de març de 1909) fou un aristòcrata, advocat i polític espanyol, comte consort d'Albiz des de 1903 pel seu matrimoni amb Jesusa Allendesalazar.
Es llicencià en dret i estudià a Espanya i Anglaterra, d'on procedia la seva família. Fou soci de l'Ateneo de Madrid i un dels pioners de l'excursionisme a Madrid. Fou elegit diputat del Partit Conservador pel districte de Santa Coloma de Farners a les eleccions generals espanyoles de 1891, 1893, 1898 i 1899. El 1900 fou nomenat subsecretari de la Presidència del Consell de Ministres.
També fou senador per la província de Girona el 1901-1902 i per la província de Conca el 1903-1904 i per la província de Palència el 1907-1908. També participà en empreses que van instal·lar la telegrafia sense fils a Espanya.